# 不再愛戀
〈不再愛戀〉是2018年電影《星梦情深》同名原聲帶的插曲，由女神卡卡以及布萊德利·庫柏共同演唱。女神卡卡、娜塔莉·亨比、希拉里·林赛和亚伦·雷蒂埃尔共同創作。
歌曲獲得普遍好評，並登上各大音樂排行榜。〈不再愛戀〉獲得第62届格莱美奖最佳影視原聲歌曲。